# Кольорові (ПАР)

Кольорове населення як частка загального населення Південної Африки.

Щільність кольорового населення в Південній Африці.

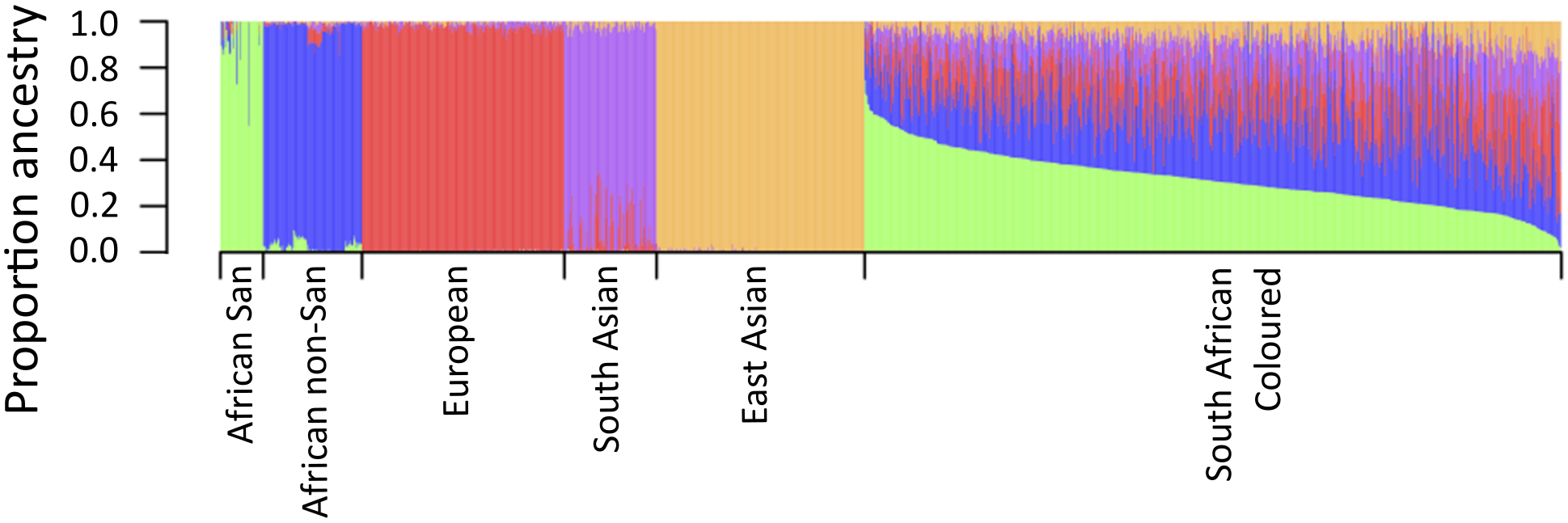
Генетичне об'єднання південноафриканських кольорових і п'яти вихідних популяцій. Кожна вертикальна смуга представляє індивідуальність.

Кольорові (англ. Coloureds; афр. Kleurlinge або Bruinmense, lit. «Коричневі люди") — члени мультирасових етнічних спільнот у Південній Африці, які можуть походити від більш ніж однієї з різних популяцій, що населяють регіон, включаючи африканців, європейців та азійців. Вважається, що кольорове населення Південної Африки має найрізноманітніше генетичне походження. Через велике поєднання генетики різні сім'ї та особи в сім'ї можуть мати різні фізичні особливості.
Кольорові були юридично визначеною расовою класифікацією під час апартеїду, яка стосувалася будь-кого, хто не був білим або не належав до однієї з тубільних груп Африки за культурною ознакою, що фактично означало тих кольорових людей, які не розмовляли жодною корінною мовою. Термін «hotnot» є принизливим терміном, який використовується для позначення койсанських і кольорових людей у Південній Африці. Термін походить від нідерландської мови, де «готтентот» використовувався для опису мови, якою розмовляв народ койсан. Пізніше воно стало використовуватися як принизливий термін для самих людей, заснований на європейських уявленнях про їх зовнішність і культуру. Цей термін часто використовується для приниження та дегуманізації койсанів та кольорових людей, увічнення шкідливих стереотипів та дискримінації щодо них.
У Західній Капській провінції розвинулась самобутня капська кольорова та споріднена капська малайська культура. Генетичні дослідження показують, що ця група має найвищий рівень змішаного походження у світі. Дослідження мітохондріальної ДНК показали, що багато материнських ліній населення капських кольорових походять від африканських койсанських жінок і жінок коса. В інших частинах Південної Африки люди, класифіковані як кольорові, зазвичай були нащадками осіб двох різних етносів.
Кольорові в основному зустрічаються в західній частині Південної Африки. За національним переписом населення Південної Африки 2011 року у Кейптауні вони становлять 45,4 % від загальної чисельності населення.:56–59
Закон про реєстрацію населення часів апартеїду 1950 року та наступні поправки кодифікували кольорову ідентичність і визначили її підгрупи, включаючи кольорових і малайців. Індійські південноафриканці спочатку були класифіковані відповідно до закону як підгрупа кольорових. Як наслідок політики апартеїду та незважаючи на скасування Закону про реєстрацію населення в 1991 році, кольорові вважаються однією з чотирьох расових груп у Південній Африці. Ці групи (чорні, білі, кольорові та індійці) все ще мають сильну расову ідентичність і вважають себе та інших членами цих расових груп. Класифікація продовжує зберігатися в урядовій політиці, певною мірою, в результаті спроб відшкодування, таких як Розширення можливостей чорношкірих в економіці та Рівність у працевлаштуванні.
За межами Південної Африки термін кольорові зазвичай вважається образливим для кольорової людини.

## Фон

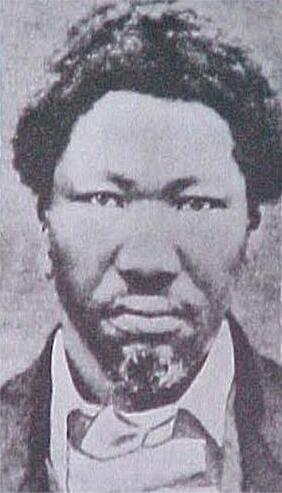
Адам Кок III, лідер кольорового народу Гриква

Громада Капських кольорових переважно походить від численних міжрасових союзів, переважно між західноєвропейськими чоловіками та койсанками або жінками змішаної раси в Капській колонії з XVII століття і пізніше. Десятирічне дослідження африканської генетики в усьому світі відзначило, що громада Капських кольорових має найвищий рівень змішаного походження в будь-якій країні, включаючи африканський, європейський, східноазійський та південноіндійський внески.
У Квазулу-Натал кольорові мають різноманітну спадщину, включаючи британську, ірландську, німецьку, маврикійську, святоєленську, індійську, коську та зулуську.
Зімбабвійські кольорові походять від шона або матабеле, британських і африканерських поселенців, а також арабів і азійців. Гриква, з іншого боку, є нащадками койсанських жінок і африканерських трекбурів. Попри ці основні відмінності, оскільки обидві групи походять від більш ніж однієї натуралізованої расової групи, вони класифікуються як кольорові в контексті Південної Африки. Такі люди змішаної раси не обов'язково ідентифікували себе таким чином; деякі воліли називати себе чорними, койсанами або просто південноафриканцями.
Гриква зазнали неоднозначності інших креольських народів у південноафриканському соціальному порядку. За словами Нерса та Дженкінса (1975), лідер цієї «змішаної» групи, Адам Кок I, був колишнім рабом нідерландського губернатора, якого у XVIII ст. Маючи території за межами адміністрації Голландської Ост-Індської компанії, Кок надавав притулок солдатам-дезертирам, рабам-втікачам і представникам різних племен готтентотів, що залишилися на місці. У Південній Африці та багатьох сусідніх країнах уряди білої меншини історично відокремлювали африканців від європейців після того, як поселення прогресувало, і дедалі частіше класифікували всіх людей змішаної раси разом у третю групу, попри їх численні етнічні та національні відмінності в походження. Імперські уряди та уряди апартеїду класифікували їх як кольорових. Крім того, інші чітко однорідні етнічні групи також традиційно розглядали змішане расове населення як окрему групу, і зростаюча кількість змішаних расових людей також прийняла спільну ідентичність.
Під час апартеїду в Південній Африці в другій половині ХХ століття уряд використовував термін «кольорові» для опису однієї з чотирьох основних расових груп, визначених законом (четвертою була «азійська», пізніше «індійська»). Це була спроба нав'язати панування білих і зберегти расовий поділ. Окремих людей класифікували як білих південноафриканців (офіційно класифікованих як «європейців»), чорних південноафриканців (офіційно класифікованих як «тубільців», «банту» або просто «африканців», які складають більшість населення), кольорових (змішаної раси) та індійців (офіційно класифіковані як «азійці»). Перепис населення в Південній Африці 1911 року зіграв значну роль у визначенні расової ідентичності в країні. Одним із найбільш примітних аспектів цього перепису були інструкції, надані переписувачам щодо того, як класифікувати людей за різними расовими категоріями. Категорія «кольорові особи» використовувалася для позначення всіх людей змішаної раси, і ця категорія включала різні етнічні групи, такі як готтентоти, бушмени, капські малайці, грикуа, коранни, креоли, негри та капські кольорові.
Особливо важливим є той факт, що інструкція класифікувати «кольорових людей» як окрему расову групу включала осіб африканського походження, яких зазвичай називають неграми. Тому важливо зазначити, що капські кольорові, як група змішаних рас, також мають африканське походження і можуть розглядатися як частина ширшої африканської діаспори.
Незважаючи на те, що уряд апартеїду визнав різні кольорові підгрупи, включно з капськими малайцями та капськими кольоровими, кольорове населення з багатьох причин розглядалося як єдина група, незважаючи на різне походження та культуру. Крім того, під час апартеїду багато грикуа почали самоідентифікувати себе як кольорових під час епохи апартеїду через переваги такої класифікації. Наприклад, кольорові не повинні були носити домпас (перепустку, документ, що посвідчує особу, призначений для обмеження пересування темношкірого населення), а грикуа, які вважалися корінною африканською групою, мали.
У ХІ столітті кольорові люди становлять більшість населення в провінціях Західний Кейп (48,8 %) і значну меншість у Північному Кейпі (40,3 %), обидва райони століть змішані серед населення. У Східнокапській провінції вони складають 8,3 % населення. Більшість розмовляє африкаанс, оскільки вони, як правило, були нащадками голландців й африканерів і виросли в їхньому суспільстві. Приблизно двадцять відсотків кольорових розмовляють англійською як рідною мовою, переважно жителі Східної Капської провінції та Квазулу-Натал. Практично всі кольорові Кейптауна є двомовними.

### Генетика
Принаймні одне генетичне дослідження вказує на те, що капські кольорові мають походження від наступних етнічних груп; не всі кольорові в Південній Африці мали однакове походження.
- Корінні койсани: (32–43 %).
- Корінні народи банту, переважно з Південної Африки: (20–36 %).
- Народи Європи: (21–28 %).
- Народи Південної та Південно-Східної Азії: (9–11 %).
- Дослідження також показують, що кольорові також мають походження коса.
- Кольорові з Східної Капської провінції мають британське, коське та ірландське походження.

Малагасійський компонент у складному генофонді кольорових сам по собі є сумішшю генетичних маркерів малайців і банту.
Ця генетична суміш, здається, є гендерно упередженою. Більшість материнського генетичного матеріалу є койсанами. Популяція капських кольорових походить переважно від союзів європейських і європейсько-африканських чоловіків з автохтонними койсанськими жінками.
Кольорові в Квазулу-Наталі, як правило, походять від союзів між зулуськими жінками та британськими поселенцями, і до цієї групи входять люди з маврикійським та святоєленським походженням.

## Епоха до апартеїду
Кольорове населення відіграло важливу роль у боротьбі проти апартеїду та політики, яка була його попередником. Африканська політична організація, заснована в 1902 році, мала виключно кольорове членство; її лідер Абдулла Абдурахман багато років об'єднував кольорові політичні зусилля. Пізніше багато кольорових приєдналися до Африканського національного конгресу та Об'єднаного демократичного фронту. У цих чи інших організаціях багато кольорових брали активну участь у боротьбі проти апартеїду.
Політичні права кольорових людей відрізнялися залежно від місця проживання та часу. У ХІХ столітті вони теоретично мали подібні права до білих у Капській колонії (хоча дохід і майновий ценз впливали на них непропорційно). У Республіці Трансвааль або Помаранчевій Вільній Державі вони мали небагато прав. Кольорові члени були обрані до муніципальної влади Кейптауна (включаючи, протягом багатьох років, Абдурахмана). Створення Південно-Африканського Союзу дало кольоровим людям виборчі права, хоча до 1930 року їм було заборонено обирати білих представників. На знак протесту вони часто бойкотували вибори. Такі бойкоти могли сприяти перемозі Національної партії в 1948 році. Вона здійснила програму апартеїду, яка позбавила кольорових людей їхніх прав голосу.
Термін «кафр» — це расова образа, яка використовується для позначення кольорових людей і чорних африканців у Південній Африці. Хоча він все ще використовується проти кольорових людей, він не настільки поширений, як проти чорношкірих.

## Епоха апартеїду

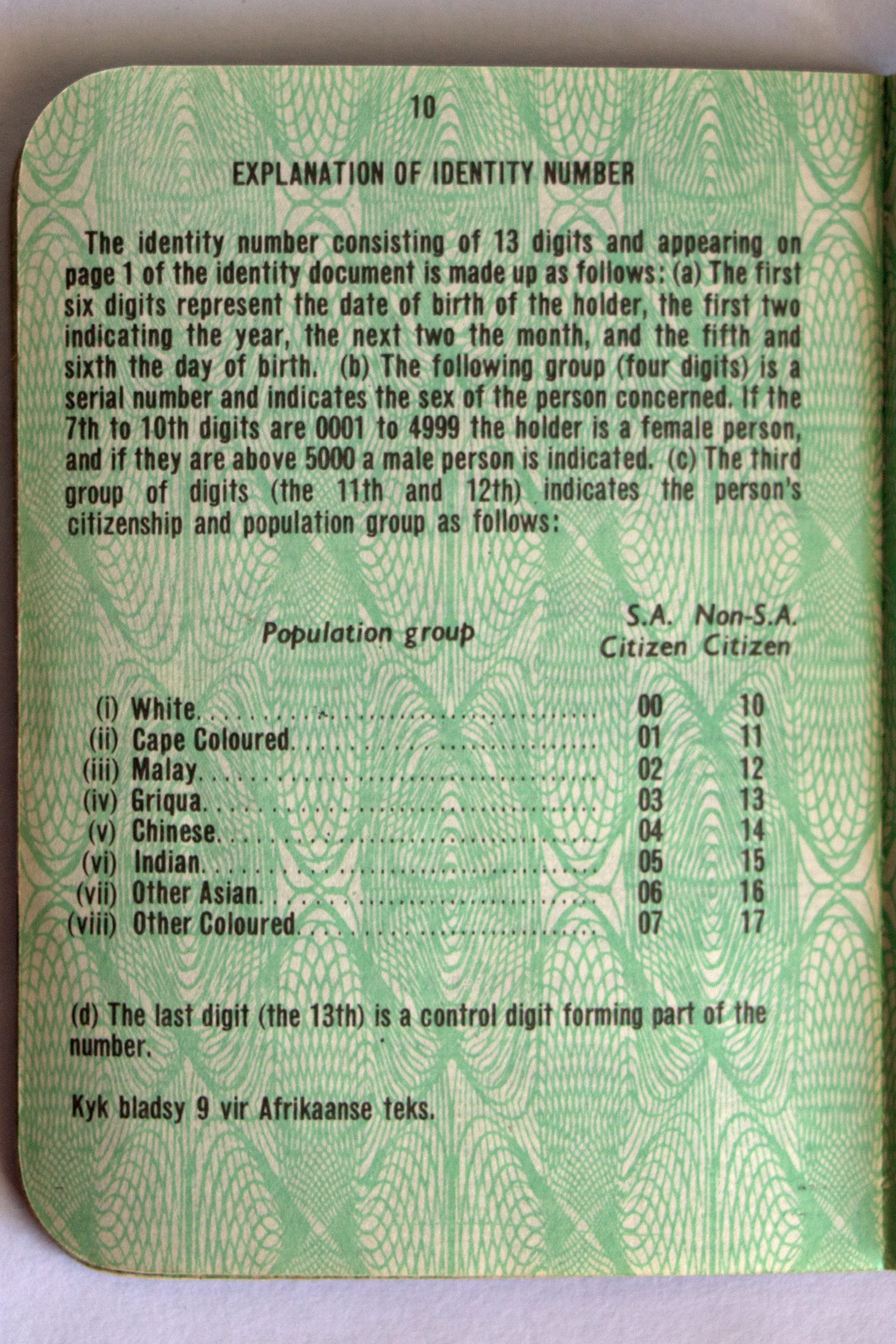
Пояснення південноафриканських ідентифікаційних номерів у документах, що посвідчують особу, під час апартеїду з точки зору офіційних підгруп білого, кольорового та індіанського населення

Кольорове населення підлягало примусовому переселенню. Наприклад, уряд переселив Кольорових із міських районів Кейптауна Шостого округу, який пізніше було зруйновано бульдозером. Інші райони, які вони були змушені покинути, включали Констанцію, Клермонт, Саймонстаун. Мешканці були переселені в расово визначені частини столичної області на Кейп-Флетс. Крім того, під час апартеїду кольорові люди отримували освіту нижчу від освіти білих. Однак це було краще, ніж те, що надавалося чорним південноафриканцям.
Йоганнес Стрейдом, відомий як «Лев Півночі», продовжував намагатися обмежити права кольорових, щоб закріпити новоспечену більшість Національної партії. У 1954 році було скасовано участь кольорових у присяжних, різко посилилисяспроби скасувати їхню участь у списку виборців у Капській провінції; це було досягнуто в 1956 році шляхом поправки супербільшості до Закону про окреме представництво виборців 1951 року, ухваленого Маланом, але стриманого судовою владою як неконституційного відповідно до Закону про Південну Африку, чинної конституції Союзу. Щоб обійти цей запобіжний захід, який впроваджувався з 1909 року для забезпечення кольорових політичних прав у тодішній британській Капській колонії, уряд Стрійдома прийняв закон про збільшення кількості місць у Сенаті з 48 до 89. Усі додаткові 41 члени були від Національної партії, що збільшило її представництво в Сенаті до 77 загалом. Законопроект про кворум апеляційного відділу збільшив кількість суддів, необхідних для прийняття конституційних рішень в апеляційному суді, з п'яти до одинадцяти. Стрійдом, знаючи, що він має більшість у дві третини, провів спільне засідання парламенту в травні 1956 року. Таким чином було скасовано закріплювальне положення щодо голосування кольорових, відоме як Закон про Південну Африку, і прийнято Закон про окреме представництво виборців, тепер успішно.
Кольорових вносили в окремий список виборців, починаючи з виборів 1958 року до Палати зборів і далі. Вони могли обрати чотирьох білих, щоб представляти їх у палаті зборів. Двоє білих обиралися до Ради провінції Кейп, а генерал-губернатор міг призначити одного сенатора. І чорні, і білі виступили проти цього заходу, особливо з Об'єднаної партії та більш ліберальної опозиції. Команда «Смолоскип» була дуже помітною, тоді як «Чорний пояс» (білі жінки, одягнені у формі, що стояли на розі вулиць з плакатами) також зробили себе відомими. Таким чином, питання голосування кольорових стало одним із перших заходів безпринципної природи режиму та явного бажання маніпулювати успадкованою Вестмінстерською системою, яка залишатиметься до 1994 року.
Багато кольорових відмовилися реєструватися в нових списках виборців, і кількість кольорових виборців різко впала. На наступних виборах проголосувало лише 50,2 % з них. Вони не були зацікавлені голосувати за білих представників — діяльність, яку багато з них вважали безглуздою, і продовжували лише десять років.
Відповідно до Закону про реєстрацію населення з поправками, кольорові були формально класифіковані на різні підгрупи, включаючи кольорових, капських малайців та «інших кольорових». Частина невеликої китайської південноафриканської спільноти також була класифікована як кольорова підгрупа.
У 1958 році уряд створив Департамент у справах нешкідливих, а в 1959 році — Союз у справах нешкідливих. Останній мав 27 членів і служив дорадчим зв'язком між урядом і кольоровими.
Представницька рада кольорових людей 1964 року виявилася конституційною затримкою  яке так і не запрацювало. У 1969 році кольорові обрали сорок до ради, щоб доповнити двадцять, запропонованих урядом, довівши загальну кількість до шістдесяти.
Після референдуму 1983 року, на якому 66,3 % білих виборців підтримали зміни, Конституцію було реформовано, щоб дозволити кольоровим та індійським меншинам обмежену участь в окремих і підлеглих палатах у трипалатному парламенті. Це було частиною змін, згідно з якими кольорова меншина мала отримати обмежені права та самоврядування в «кольорових районах», але продовжувала політику денаціоналізації чорношкірої більшості та перетворення їх у вимушених громадян незалежної батьківщини. Внутрішнє обґрунтування полягало в тому, що південноафриканські білі, чисельніші на той час, ніж кольорові та індійці разом узяті, могли зміцнити свою підтримку населення та розділити демократичну опозицію, зберігаючи працездатну більшість. Зусилля значною мірою провалилися: у 1980-х роках спостерігався дезінтеграція громадянського суспільства та численні надзвичайні стани, а також посилення насильства з боку всіх расових груп. Окремі домовленості були скасовані переговорами, які велися з 1990 року щодо проведення перших загальних виборів.

## Епоха після апартеїду
Під час загальнорасових виборів 1994 року кольорові люди значною мірою проголосували за національну партію білих, яка під час першого змагання з небілою більшістю отримала 20 % голосів і більшість у новій провінції Західний Кейп — багато в чому завдяки Кейп Колорд. підтримка. Національна партія змінила себе на Нову національну партію після відходу Де Клерка в 1996 році, частково для залучення небілих виборців, і зблизилася з АНК. Цей політичний альянс, який часто викликає здивування у сторонніх, іноді пояснюється культурою та мовою, спільною для білих і кольорових членів Нової національної партії, які обидва розмовляли африкаанс. Крім того, обидві групи виступали проти програм позитивних дій, які могли б надавати перевагу чорним південноафриканцям, а деякі кольорові люди боялися відмовитися від старих привілеїв, таких як доступ до муніципальних посад, якщо Африканський національний конгрес отримає лідерство в уряді. Після поглинання NNP в АНК у 2005 році кольорові виборці загалом привернули увагу до Демократичного альянсу, а деякі віддають перевагу другорядним партіям, таким як Фронт Свободи Плюс і Незалежні демократи Патрісії де Лілль, з прохолодною підтримкою АНК.
З кінця ХХ століття кольорова політика ідентичності зросла. Західний Кейп був місцем зростання опозиційних партій, таких як Демократичний альянс. Західний Кейп вважається територією, де ця партія може здобути перевагу проти домінуючого Африканського національного конгресу. Демократичний альянс залучив деяких колишніх виборців Нової національної партії та отримав значну підтримку кольорових. Нова національна партія розвалилася на виборах 2004 року. Підтримка кольорових допомогла Демократичному альянсу перемогти на муніципальних виборах у Кейптауні 2006 року.
Патрісія де Лілль, яка стала мером Кейптауна в 2011 році на платформі незалежних демократів, яка вже не існує, не використовує ярлик «кольорована», але багато спостерігачів вважають її кольоровою за зовнішнім виглядом. Партія незалежних демократів прагнула отримати голоси кольорових і отримала значну перевагу на муніципальних і місцевих виборах у 2006 році, особливо в районах Західної Капської провінції з високою часткою кольорових жителів. Запальник Пітер Маре (колишній провінційний лідер Нової національної партії) прагнув представити свою Нову лейбористську партію як політичний голос кольорових людей.
Кольорові люди підтримували та були членами Африканського національного конгресу до, під час і після епохи апартеїду: такі відомі політики, як Ебрагім Расул (раніше прем'єр-міністр Західної Капської Республіки), Беатріс Маршофф, Джон Шурман, Аллан Гендрікс і Тревор Мануель, давній міністр фінансів. Демократичний альянс отримав контроль над Західною Капською провінцією під час національних і провінційних виборів 2009 року, а згодом уклав альянс з Незалежними демократами.
АНК досяг певного успіху в отриманні голосів кольорових виборців, особливо серед чорношкірих виборців, пов'язаних з робочою силою, і середнього класу. Деякі кольорові висловлюють недовіру до АНК у коментарі, кажучи, що кольорові вважалися «недостатньо білими за апартеїду та недостатньо чорними за АНК». Під час виборів 2004 року апатія виборців була високою в історично кольорових областях. АНК стикається з дилемою необхідності врівноважувати дедалі більш націоналістичні економічні прагнення своєї основної бази підтримки чорношкірих африканців з прагненням відновити контроль над Західною Капською провінцією, для чого знадобиться підтримка кольорових.

## Південна Африка

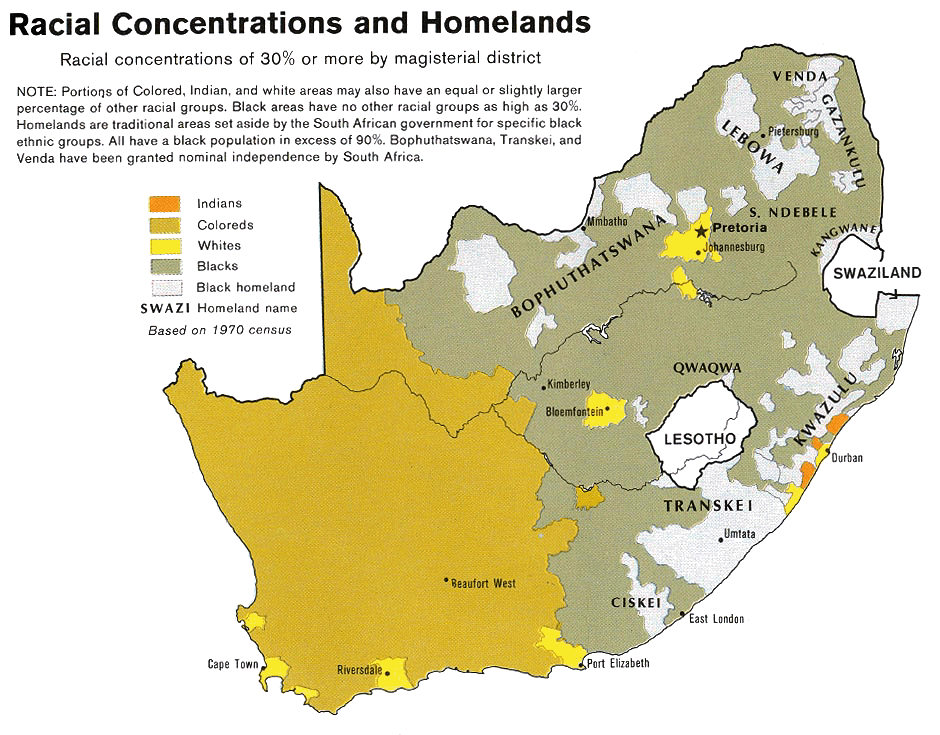
Расово-демографічна карта Південної Африки, опублікована ЦРУ в 1979 році, з даними перепису населення Південної Африки 1970 року.

Термін «кольоровий» також використовується в Намібії для опису осіб змішаної раси, зокрема частково койсанів і частково європейців. Бастери Намібії складають окрему етнічну групу, яку іноді вважають підгрупою кольорового населення цієї країни. Під правлінням Південної Африки політика та закони апартеїду були поширені на те, що тоді називалося Південно-Західною Африкою. У Намібії уряд ставився до чорношкірих так само, як і до південноафриканських.
У Зімбабве та меншою мірою в Замбії термін «Кольоровий» або «Гофал» використовувався для позначення людей змішаної раси. Більшість з них походять від змішаних африканських і британських або африканських і індійських предків. Деякі кольорові родини походять від капських кольорових мігрантів із Південної Африки, які мали дітей від місцевих жінок. За уряду Родезії, де переважно білі, кольорові мали більше привілеїв, ніж чорні африканці, включаючи повне право голосу, але все ще стикалися з соціальною дискримінацією. Термін «кольоровий» також використовується в Есватіні.

## Культура
Що стосується сімейного життя, житла, харчових звичок, одягу тощо, кольорові християни загалом дотримуються західного способу життя. Шлюби суворо моногамні, хоча позашлюбні та дошлюбні статеві стосунки можуть мати місце, і вони сприймаються по-різному в різних сім'ях. Серед робітничих і аграрних класів постійні стосунки часто офіційно закріплюються лише через деякий час, якщо взагалі закріплюються.
Середній розмір сім'ї з шести осіб не відрізняється від розміру сімей інших Заходу і, як і в останніх, загалом пов'язаний із соціально-економічним статусом. Розширені сім'ї є поширеними. Часто очікується, що кольорові діти будуть називати будь-яких далеких родичів «тіткою» або «дядьком» як формальність.
У той час як багато заможних сімей живуть у великих, сучасних і іноді розкішних будинках, багато кольорових міських жителів покладаються на державне економічне та субекономічне житло.

### Культурологічні аспекти
У кольоровій громаді є багато співочих і хорових асоціацій, а також оркестрів. Театральна компанія Eoan Group ставить оперу та балет у Кейптауні. Карнавал Kaapse Klopse, що проводиться щорічно 2 січня в Кейптауні, а також виступи хору та оркестру Кейп-Малай є важливою частиною святкового сезону міста. Kaapse Klopse складається з кількох конкуруючих груп, які на початку цього року співали й танцювали вулицями Кейптауна на Новий рік. Зараз барабанщики у веселих яскравих кольорових костюмах виступають на стадіоні. Різдвяні свята проходять у священній атмосфері, але не менш яскраві, в основному це хори та оркестри, які співають і грають різдвяні пісні на вулицях. У сфері виконавського мистецтва та літератури кілька кольорових виступали з балетною та оперною трупою CAPAB (Cape Performing Arts Board), і спільнота дала трьох провідних поетів на африкаанс, відомих поетів Адама Смолла, С. В. Петерсена та П.Дж. Філандера. У 1968 році була створена Рада культури та відпочинку для сприяння культурній діяльності Кольорової громади.

### Освіта
До 1841 року місіонерські товариства надавали всі шкільні приміщення для кольорових дітей.
Очікується, що всі південноафриканські діти будуть відвідувати школу у віці від семи до шістнадцяти років, як мінімум.

### Господарська діяльність
Спочатку кольорові були в основному напівкваліфікованими та некваліфікованими робітниками, які, будучи будівельниками, мулярами, теслями та малярами, зробили важливий внесок у початкову будівельну індустрію в Капській провінції. Багато з них також були рибалками та сільськогосподарськими робітниками, і останні відіграли важливу роль у розвитку виноробних, фруктових та зернових ферм у Західній Капській провінції.
Малайці були та залишаються вправними майстрами меблів, кравцями та бондарями. Останніми роками все більше кольорових працюють у промисловості та будівництві. Є ще багато кольорових рибалок, і більшість кольорових у сільській місцевості є працівниками ферм і навіть фермерами. Найбільший відсоток економічно активних кольорових знаходиться в обробній промисловості. Близько 35 % економічно активних кольорових жінок зайняті на швейних, текстильних, харчових та інших фабриках.
Іншою важливою сферою роботи є сфера послуг, у той час як постійно зростаюча кількість кольорових працює на адміністративних, канцелярських і торгових посадах. Тим більше професійні та керівні посади. Щоб стимулювати економічний розвиток Coloureds, у 1962 році було засновано Colored Development Corporation. Корпорація надавала капітал бізнесменам, пропонувала навчальні курси та бралася за створення торгових центрів, фабрик тощо.

## Розподіл
Більшість тих, хто ідентифікує себе як кольорових, живуть у Західній Капській провінції, де вони складають майже половину населення провінції. У переписі населення Південної Африки 2011 року розподіл групи по провінціях був таким:
| Провінція                  | Населення | % кольорових | % провінції |
| -------------------------- | --------- | ------------ | ----------- |
| Східнокапська провінція    | 541 850   | 11.74        | 8.26        |
| Фрі-Стейт                  | 83 844    | 1.82         | 3.05        |
| Гаутенг                    | 423 594   | 9.18         | 3.45        |
| Квазулу-Наталь             | 141 376   | 3.06         | 1.38        |
| Лімпопо                    | 14 415    | 0,31         | 0,27        |
| Мпумаланга                 | 36 611    | 0,79         | 0,91        |
| Північно-Західна провінція | 71 409    | 1.55         | 2.03        |
| Північнокапська провінція  | 461 899   | 10.01        | 40.31       |
| Західнокапська провінція   | 2 840 404 | 61,54        | 48,78       |
| Всього                     | 4 615 401 | 100,0        | 8.92        |

## Мова
Кольорові люди були одними з перших розмовників африкаанс разом із європейськими (голландськими, німецькими та французькими) колоністами та нащадками африканських та азійських рабів; їхній діалект пізніше назвуть «чистим» або «справжнім» африкаанс. Спочатку ця мова була неофіційним діалектом голландської мови, яким розмовляли різні етнічні раби, щоб розуміти один одного, а також спілкуватися зі своїми голландськими господарями. Пізніше мова була прийнята білими африканерами. За переписом населення Південної Африки 2011 року, понад 95 % тих, хто назвався кольоровим, розмовляли африкаанс (74,6 %) або англійською (20,5 %) рідною мовою, тоді як 4,93 % повідомили іншу рідну мову, найпоширенішою мовою була сетсвана, якою розмовляли. на 0,87 % групи.
| Мова             | Чисельність носіїв та носійок у 2011 р. | %       |
| ---------------- | --------------------------------------- | ------- |
| Африкаанс        | 3 442 164                               | 74.58 % |
| Англійська       | 945 847                                 | 20.49 % |
| Сетсвана         | 40 351                                  | 0.87 %  |
| Коса             | 25 340                                  | 0.55 %  |
| Зулу             | 23 797                                  | 0.52 %  |
| Сесото           | 23 230                                  | 0.50 %  |
| Жестова мова     | 11 891                                  | 0.26 %  |
| Південна ндебеле | 8225                                    | 0.18 %  |
| Північна сото    | 5642                                    | 0.12 %  |
| Сваті            | 4056                                    | 0.09 %  |
| Вендійська       | 2847                                    | 0.06 %  |
| Тсонга           | 2268                                    | 0.05 %  |
| Жестова мова     | 5702                                    | 0.12 %  |
| Не визначено     | 74 043                                  | 1.60 %  |
| Total            | 4 616 401                               | 100.0 % |

## Кухня
Багато південноафриканських кухонь можна простежити до кольорових людей. Боботі, страви на основі снука, коесістера, бреді, малайського роті та гетсбі є основними дієтами кольорових та інших південноафриканців.

### Романи
- Pamela Jooste, Dance with a Poor Man's Daughter, Doubleday, 1998, ISBN 978-0-385-40911-7
- Zoë Wicomb, David's Story, New York, Feminist Press at the City University of New York, 2001.
- Henry Martin Scholtz, A Place Called Vatmaar, 2000, ISBN 978-0795701047